# .de
.de es el dominio de nivel superior geográfico (ccTLD) para Alemania. Estas dos letras hacen referencia a las iniciales del nombre del país en idioma alemán, Deutschland, aunque al igual que en gran parte del resto de dominios territoriales, se corresponde a su equivalente al código oficial según la norma ISO 3166-1
El dominio .de fue delegado el 5 de noviembre de 1986 en la IANA y utilizada por la Universidad de Dortmund, desde el año 1996 es gestionado por la DENIC, con sede en Francoforte del Meno. Con más de 17 millones de dominios registrados, es el cuarto dominio más utilizado detrás de .com, .cn y .tk.
El estado alemán no realiza ningún control ni registro para conceder un dominio .de; aquel que quiera uno puede solicitarlo, aunque es necesario aportar un representante autorizado en Alemania, en caso de que DENIC así lo solicite.
DENIC (el Centro de Información de Red, responsable de los dominios .de) no requiere dominios de tercer nivel específicos, a diferencia de, por ejemplo, el dominio .uk.
Esta práctica servirá de modelo para la implementación del dominio .eu para la Unión Europea.

## Características
El dominio .de puede contener de uno a 63 caracteres. Durante mucho tiempo, los dominios debían constar de al menos tres caracteres, pero esto cambió con la liberalización de los criterios en 2008. Además de letras y números, pueden utilizarse todas las umlauts alemanas, la eszett (alemán «símbolo de umlaut») y varios símbolos de otros idiomas según la lista oficial de DENIC. Estos se contabilizan en la longitud máxima permitida en su notación Punycode. Los guiones, o más precisamente, el guion medio, están permitidos, pero no en la primera ni en la última posición del dominio. El guion no puede estar simultáneamente en la tercera o cuarta posición. Los dominios formados con guiones constituyen el grupo más grande y representan más de la mitad de todos los nombres de dominio desde 2001.
Se pueden registrar tres tipos de dominio:
- .co.de
- .com.de
- .de

Los dos primeros dominios no tienen reglas claras, al menos en cuanto a quién puede registrarlos. Para registrar un dominio .co.de o .com.de no se requiere presentar una identificación ni estar físicamente en Alemania. Sin embargo, con la extensión .de, las reglas se vuelven más estrictas.

## Estadísticas
La marca de 15 millones de dominios .de se superó en abril de 2012, y desde junio de 2006 el número de direcciones superó los 10 millones. El primer millón se alcanzó el 5 de octubre de 1999.
La empresa DENIC eG publica anualmente estadísticas sobre la distribución regional de los dominios .de. En Alemania destacan regiones capitalinas como Berlín, Múnich y Hamburgo, con la mayor cantidad de dominios per cápita. Sin embargo, estas estadísticas se distorsionan por la ubicación de los principales proveedores de alojamiento web: por ejemplo, el distrito de Starnberg ocupa el segundo lugar entre las regiones con más dominios per cápita, ya que allí se encuentra la compañía united-domains. Como la mayoría de los dominios de nivel superior específicos de países, los dominios .de pueden ser registrados también por extranjeros. Estados Unidos, Países Bajos y Rusia son las regiones donde más frecuentemente se registran dominios provenientes del extranjero.

## .dd
El dominio .dd, que nunca llegó a utilizarse, estaba destinado a la antigua República Democrática Alemana.